# Nerwy nadobojczykowe
Nerwy nadobojczykowe (łac. nervi supraclaviculares) – w anatomii człowieka nerwy człowieka należące do gałęzi skórnych splotu szyjnego. Odchodzą one od nerwów szyjnych C3 i C4 lub tylko od C4. 

## Przebieg
Kierują się ku dołowi w postaci kilku pni nerwowych i rozchodzą się wachlarzowato w trójkącie bocznym szyi. W początkowym odcinku biegną w tkance tłuszczowej podpowięziowej, następnie wychodzą spoza mięśnia mostkowo-obojczykowo-sutkowego. Większość nerwów nadobojczykowych przebija blaszkę powierzchowną powięzi oraz mięsień szeroki szyi w dolnej części trójkąta bocznego szyi, dochodząc do skóry.

## Odgałęzienia i zakres unerwienia
- nerwy nadobojczykowe przyśrodkowe (łac. nervi supraclaviculares mediales) – skóra w okolicy wcięcia szyjnego (jarzmowego) mostka oraz poniżej części przyśrodkowej obojczyka, zaopatrują również staw mostkowo-obojczykowy.
- nerwy nadobojczykowe pośrednie (łac. nervi supraclaviculares intermedii) – skóra dolnej części trójkąta bocznego szyi oraz poniżej obojczyka aż do wysokości drugiego lub nawet trzeciego żebra.
- nerwy nadobojczykowe tylne (łac. nervi supraclaviculares posteriores) – skóra okolicy naramiennej, a niekiedy również częściowo do skóry ramienia, staw barkowo-obojczykowy[1].